# Национальная галерея изобразительных искусств Албании
Национальная галерея изобразительных искусств (алб. Galeria Kombëtare e Arteve) расположена в столице Албании, Тиране; является государственным учреждением, подчинённым Министерству культуры Албании.

## История
В 1946 году группа художников совместно с Комитетом искусств создали первое учреждение по экспонированию изобразительного искусства — Пинакотеку. Через несколько лет, 11 января 1954 года, была открыта Национальная галерея изобразительных искусств, однако — в связи с быстрым ростом фондов — уже в 1956 году она была вынуждена переехать на улицу Фортуци. К 1974 году галерее стало тесно и там, и 29 ноября она переехала в здание на бульвар Мучеников Нации, в котором располагается и в настоящее время.
В 1999 году при галерее была открыта библиотека, которая на сегодняшний день насчитывает свыше 4200 изданий по теории и истории искусства.
В 2009 году в галерее была проведена реконструкция, которая позволила применять новые технологии визуализации для экспонирования основных фондов.

## Коллекция
Коллекция галереи насчитывает свыше четырёх тысяч работ албанских и зарубежных мастеров.

### Постоянная экспозиция

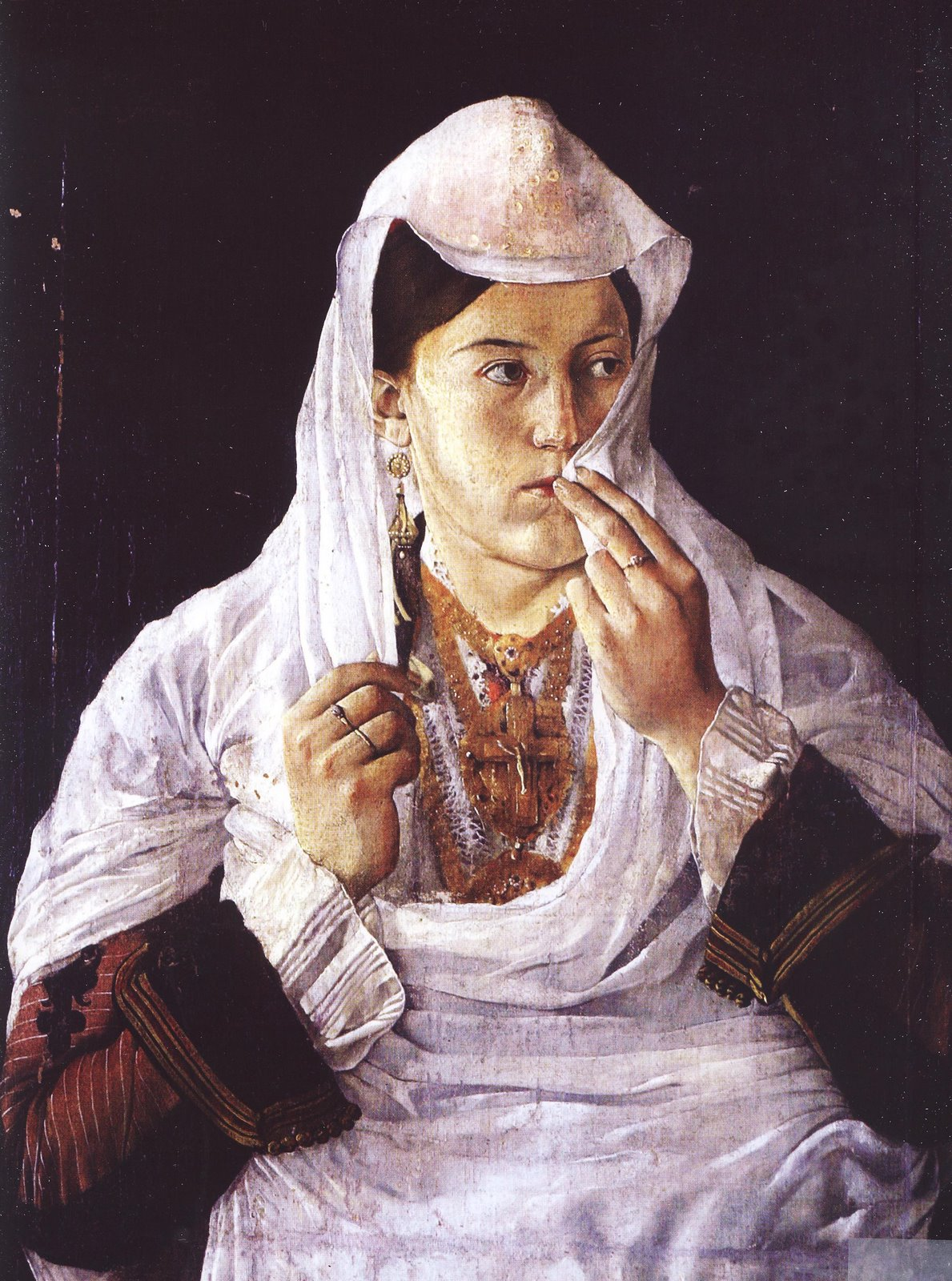
Портрет сестры художника Колы Идромено — Тоны

Постоянная экспозиция представлена в шести залах галереи.
Первый зал называется «Начало живописи в албанских городах (1883—1930)» и посвящён периоду становления светской живописи в Албании. Самая ранняя представленная здесь картина — портрет Тоны Колы Идромено 1883 года. Также в этом зале экспонируются работы таких художников, как Пьетро Маруби, Симон Ррота, Зеф Коломби и другие.
Второй зал — «Реализм в живописи и Рисовальная школа (1930—1950)». В 1931 году в Тиране открылась Рисовальная школа. Учившиеся за рубежом художники (Одисе Паскали, Андреа Куши, Вангьюш Мио и другие) преподавали в ней то, чему научились, соотечественникам. Среди тех, кто учился в этой школе Садик Кацел, Абдуррахим Буза и другие.
Третий зал — «Академическая живопись и историко-политическое искусство (1950—1980)». Здесь представлены работы, характерные для времени, когда в Албании установился коммунистический режим. В это зале представлены работы Неджмедин Займи, Садика Кацела, Гури Мади и других.
Четвёртый зал — «Социалистический реализм. Создание моделей Нового Человека (1960—1989)». Для этого периода албанской живописи характерны обслуживание политического режима и пропаганда, художники учатся на примерах живописи из Советского Союза. Здесь представлены работы Кристакя Рамы, Мунтаза Драми, Зефа Шоши и других.
Пятый зал — «Формальная живопись соцреализма (1969—1974)». В этом зале представлены работы, созданные в рамках соцреализма, но под влиянием модернистской западной живописи. Здесь экспонируются работы Байрама Маты, Эдисона Гьерго, Алуша Шимы, Исуфа Суловари, Эдуарта Хилы и других.
Шестой зал — «Модернистская живопись и скульптура (1989—2001)». Здесь представлены работы художников, начиная с 90-х годов XX века: Али Осеку, Газменда Леки, Найады Хамзы, Ориона Шимы, Ксенофона Дило, Даниша Юкниу, Исмаила Лулани и других.